# Первошино
Первошино (пол. Pierwoszyno, нім. Pierwoschin) — село в Польщі, у гміні Косаково Пуцького повіту Поморського воєводства.
Населення — 980 осіб (2011).
У 1975-1998 роках село належало до Гданського воєводства.

## Демографія
Демографічна структура станом на 31 березня 2011 року:
|          | Загалом | Допрацездатний вік | Працездатний вік | Постпрацездатний вік |
| -------- | ------- | ------------------ | ---------------- | -------------------- |
| Чоловіки | 477     | 106                | 335              | 36                   |
| Жінки    | 503     | 111                | 325              | 67                   |
| Разом    | 980     | 217                | 660              | 103                  |